# Dimitri Leue
Dimitri Leue (Wilrijk, 18 april 1974) is een Belgische acteur, schrijver en scenarist.

## Carrière
Leue acteerde in verschillende Vlaamse televisieseries en films, zoals: Omelette à la flamande, De Vliegende Doos en de Liegende Doos, Lange nacht, Windkracht 10, Vergeten straat, Shades, Het Peulengaleis, De Rederijkers, 10 jaar leuven kort, Bedankt voor de zalm, Team Spirit, Team Spirit - de serie, Team Spirit 2 en Team Spirit - de serie 2. In 2011 speelde hij een gastrol in Witse.
Leue is ook lid van de theatergroep De Kakkewieten, samen met onder anderen Pieter Embrechts, Tine Embrechts en Adriaan Van Den Hoof. Samen met zijn goede vriendin Tine Reymer heeft hij verschillende kindertheatervoorstellingen opgevoerd. Samen met Pieter Embrechts bracht Leue ook de kindermusical Sunjata. 
Leue is ook een schrijver: theater ('Het Kleine Sterven, Maura, Zee-majeur, Zee-Mineur, Azen, Sinds de komst van Sint San, In de naam van Sebastiaan, De Blinde koning, Kumari, Nonkel Eddy, Armandus de Zoveelste), televisie (Team Spirit - de serie), film (Team Spirit II) en boeken ('Lodewijk, de koningspinguïn', 'Even gelukkig', 'Zarah of de vogels komen terug uit het Zuiden').
Hij was geregeld te gast in Ketnet King Size, al dan niet naar aanleiding van Ketnet-programma's waaraan hij meewerkt. Samen met Pieter Embrechts en Kristoff Leue, zijn broer, maakte hij W@=D@, een crossmediaal (theater, televisie, magazine, website) project over andere culturen (India, Mali, Mexico en China). Leue is ook te horen in het Ketnet-programma Kika en Bob. Hij gaf vele nevenpersonages een stem. Op 8 december 2012 presenteerde hij Circus voor Dimmies, een realityformule waarin hij vier basisopleidingen van circusartiesten doorloopt.
Dimitri Leue spreekt ook nagesynchroniseerde stemmen in films in.
Leue gaat rond als Don Kyoto in een onemanshow over het milieu. Met een bakfiets fietst hij doorheen Vlaanderen om mensen bewust te maken dat iedereen een invloed heeft op het milieu. In 2011 staat hij op de planken met de dubbelvoorstelling "DODO klein of ei zonder land" en "DODO groot of land zonder ei" in HETPALEIS.
In het tv-programma 1000 zonnen op Eén had hij in 2014 en 2015 een rubriek waarin hij minder bekende dieren in ZOO Antwerpen en Planckendael ludiek voorstelde. In 2016 heeft hij er opnieuw een rubriek, waarin hij mensen overvalt met fragmenten uit nieuwe boeken.

## Radio
Leue presenteerde in 1998 het radioprogramma Gecekondu.

## Persoonlijk
Leue volgde zijn secundair in het Onze-Lieve-Vrouwe-van-Lourdescollege (OLVE) te Edegem. Hij is getrouwd en samen met zijn vrouw heeft hij drie kinderen. Acteur Warre Borgmans is de oom van Leue.
- Gemeinsame Normdatei: 1252810644
- International Standard Name Identifier: 0000 0003 6883 3626
- MusicBrainz: 0e81c5a2-0cd2-4324-a1f8-c843839533a2
- Nederlandse Thesaurus van Auteursnamen: 162957939
- Virtual International Authority File: 286891834